# Lucenira Pimentel
Maria Lucenira Ferreira Oliveira Pimentel (Belém, 20 de outubro de 1957) é uma política brasileira, com atuação no estado do Amapá.

## Atividades profissionais e cargos públicos
- Coordenadora de Projetos de Mobilização da Agência de Promoção da Cidadania do Estado do Amapá (22 de setembro de 2001 a 5 de julho de 2002)
- Secretária Municipal de Trabalho e Ação Comunitária (SEMTAC) da Prefeitura de Macapá (28 de março de 2003 a 24 de janeiro de 2005)
- Presidente da Comissão Organizadora dos III Jogos Internos e XXVIII Torneio Interdistrital do Município - Prefeitura Municipal de Macapá (30 de abril de 2003 a 24 de janeiro de 2005)
- Diretora do Departamento de Assuntos Migratórios da Prefeitura Municipal de Macapá (2 de dezembro de 2002 a 4 de abril de 2006)
- Coordenadora Geral do PROJOVEM no Município de Macapá (2 de dezembro de 2002 a 4 de abril de 2006)